# Phobia (album van The Kinks)
Phobia, uit 1993, was het laatste reguliere studioalbum van de Britse rockband The Kinks.

## Tracks
1. "Opening" – 0:38
2. "Wall of Fire" – 5:01
3. "Drift Away" – 5:05
4. "Still Searching" – 4:52
5. "Phobia" – 5:16
6. "Only a Dream" – 5:04
7. "Don't" – 4:36
8. "Babies" – 4:47
9. "Over the Edge" – 4:20
10. "Surviving" – 6:00
11. "It's Alright (Don't Think About It)" – 3:34
12. "Informer" – 4:03
13. "Hatred (A Duet)" – 6:06
14. "Somebody Stole My Car" – 4:04
15. "Close to the Wire" (Dave Davies) – 4:01
16. "Scattered" – 4:11

Mick Avory · Dave Davies · Ray Davies

John Dalton · Gordon Edwards · Ian Gibbons · John Gosling · Bob Henrit · Andy Pyle · Pete Quaife · Jim Rodford